# Acmaeodera nigrovittata
Acmaeodera nigrovittata är en skalbaggsart som beskrevs av Van Dyke 1934. Acmaeodera nigrovittata ingår i släktet Acmaeodera och familjen praktbaggar. Inga underarter finns listade i Catalogue of Life.